# Nemoura confusa
Nemoura confusa är en bäcksländeart som beskrevs av Peter Zwick 1970. Nemoura confusa ingår i släktet Nemoura och familjen kryssbäcksländor. Inga underarter finns listade i Catalogue of Life.